# Dolenjci
Dolénjci so naselje v Občini Črnomelj.
Dolenjci ležijo ob cesti Črnomelj (11 km) - Adlešiči (1,5 km) - Vinica. Naselje leži v Krajinskem parku Kolpa in ob reki Kolpi.
- Središče vasi
- ⁩Kapela⁩⁦ Devica ⁩⁦Marija Pomočnica⁩⁦
- Cerkev sv. Magdalene na vrhu 364 m visoke vinogradne Velike Plešivice
- Stara hišna tablica